# Wish You Were Here (Avril Lavigne)
Wish You Were Here è un brano musicale della cantautrice canadese Avril Lavigne, estratto come terzo singolo dal suo quarto album Goodbye Lullaby. È stato scritto dalla stessa Avril Lavigne, insieme a Max Martin e Shellback, e prodotto da questi ultimi. La pubblicazione ufficiale del brano è avvenuta il 9 settembre 2011.

## Descrizione
Avril ha confermato che Wish You Were Here sarebbe stato il terzo singolo estratto da Goodbye Lullaby durante un'intervista telefonica nel The Caprice: la cantante ha anche aggiunto che potrebbe essere l'ultimo singolo estratto dall'album dal momento che è già in fase di lavorazione per il nuovo album. La notizia è stata ufficializzata pochi giorni dopo anche sul suo sito ufficiale.
Wish You Were Here è un brano che si distacca dal sound power pop dei precedenti ma che rappresenta in modo preciso lo stile dell'album; si tratta di un'intensa ballata in cui Avril mostra il suo lato più vulnerabile e più sensibile esprimendo tutto il suo dolore per la mancanza di una persona a lei significativa che vorrebbe al suo fianco.

## Il video
Il 9 agosto 2011 sul sito ufficiale della cantante sono state pubblicate due foto tratte dal set del video: la prima ritraente un fiore rosso e la seconda in cui si vede Avril distesa su un pavimento di legno. Tramite un post pubblicato su Twitter, Avril anticipa che il video conterrà immagini molto forti e crude e che le sue lacrime nel video sono vere ("senza cipolle"). Il video, diretto da Marc Webb, è stato pubblicato sul canale ufficiale VEVO della cantante il 9 settembre.
Il video comincia con l'inquadratura di Avril, distesa su un pavimento completamente coperto di foglie, in una stanza buia con una finestra. Avril si alza e comincia a cantare le prime strofe della canzone, quando trova sul pavimento un fiore e comincia a strapparvi i petali, fino a che non decide di darvi fuoco con un accendino, facendolo volteggiare in aria. Nel secondo verso, Avril continua a cantare, mentre l'inquadratura mostra un primo piano di lei che comincia a piangere. La scena di Avril in lacrime che canta si sovrappone ad un'altra nella quale si trova in una vasca da bagno e vi si immerge completamente, per poi uscirne di nuovo. L'ultima scena ritrae Avril bagnata con il trucco sbavato, i capelli e vestiti bagnati che si allontana dall'inquadratura, andando verso la finestra.
Tutto il video è una metafora su quanto possa essere doloroso e frustrante stare lontani da qualcuno a cui si vuole bene: la speranza (Avril che strappa i petali al fiore), la rabbia (il fiore che brucia), la mancanza e la tristezza (Avril che piange). La scena in cui Avril è nella vasca da bagno rappresenta il baratro di disperazione in cui si affonda quando chi ci manca davvero, non c'è. Secondo Jenna Hally Rubenstein di MTV il video mostra il lato più sensibile di Avril: niente capelli rosa, né calze a rete ma un'immagine più dolce e più femminile, di una donna che, con un semplice vestito nero, piange per il suo uomo.
Il video ha ottenuto la certificazione Vevo il 22 maggio 2012 per il raggiungimento delle 100 milioni di visualizzazioni.

## Tracce
CD, download digitale
1. Wish You Were Here – 3:45
2. Wish You Were Here (Acoustic Version) – 3:45

Deluxe Edition
1. Wish You Were Here – 3:45
2. Wish You Were Here (Acoustic Version) – 3:45
3. Smile (Acoustic Version) – 3:33
4. Wish You Were Here (Music Video) – 3:45

## Classifiche
| Classifica (2011) | Posizione massima |
| ----------------- | ----------------- |
| Belgio (Fiandre)  | 54                |
| Belgio (Vallonia) | 84                |
| Brasile           | 51                |
| Canada            | 64                |
| Italia            | 59                |
| Giappone          | 90                |
| Libano            | 3                 |
| Russia            | 47                |
| Slovacchia        | 68                |
| Stati Uniti       | 65                |
| Ucraina           | 27                |
| Ungheria          | 35                |